# La Russell (Misuri)
La Russell es una ciudad ubicada en el condado de Jasper en el estado estadounidense de Misuri. En el censo de 2010 tenía una población de 114 habitantes y una densidad poblacional de 131,39 personas por km².

## Geografía
La Russell se encuentra ubicada en las coordenadas 37°8′25″N 94°3′39″O / 37.14028, -94.06083. Según la Oficina del Censo de los Estados Unidos, La Russell tiene una superficie total de 0.87 km², de la cual 0.87 km² corresponden a tierra firme y (0%) 0 km² es agua.

## Demografía
Según el censo de 2010, había 114 personas residiendo en La Russell. La densidad de población era de 131,39 hab./km². De los 114 habitantes, La Russell estaba compuesto por el 95.61% blancos, el 0% eran afroamericanos, el 2.63% eran amerindios, el 0% eran asiáticos, el 0% eran isleños del Pacífico, el 0% eran de otras razas y el 1.75% pertenecían a dos o más razas. Del total de la población el 0% eran hispanos o latinos de cualquier raza.